# Marc Almond
Marc Almond, rodným jménem Peter Mark Sinclear Almond, (* 9. července 1957 Southport, Spojené království) je anglický zpěvák, skladatel a herec. Ve své hudbě míchal new wave se synthpopem, popem a dancem. Proslavil se zejména členstvím ve vlivné kapele Soft Cell, se kterou měl i několik hitů. Kapela ovlivnila hudebníky jako Pulp, Blur, Pet Shop Boys či Divine Comedy. On sám se nechal ovlivnit hudbou, kterou poslouchali rodiče. Mezi tuto hudbu patří Chubby Checker, Eartha Kitt či Dave Brubeck. Později už jako teenager, když poslouchal Radio Luxembourg, jeho ovlivnitelé byli Marc Bolan, Roxy Music, David Bowie, New York Dolls, Brian Eno, Lou Reed a Alice Cooper.
V roce 1999 vstoupil do Církve Satanovy. Satanská bible ho rovněž ovlivnila.
V roce 1999 Marc Almond vydal knižně svou biografii nazvanou tained Life. Zde popisuje svůj intimní život, svoji sexuální orientaci (Almond je gay) a také drogovou závislost, kvůli které musel být hospitalizován v roce 1994.

## Diskografie

### Soft Cell
- 1981 – Non–Stop Erotic Cabaret
- 1982 – Non–Stop Ecstatic Dancing
- 1983 – The Art Of Falling Apart
- 1984 – This Last Night... In Sodom
- 2002 – Cruelty Without Beauty

#### Kompilace
- 1986 – The Singles
- 1991 – Memorabilia: The Singles
- 1994 – Down In The Subway
- 1996 – Say Hello To Soft Cell
- 1999 – The Twelve Inch Singles
- 2002 – The Very Best Of Soft Cell
- 2003 – Live
- 2003 – Soft Cell At The BBC
- 2005 – The Bedsit Tapes – Early/Rare Demos 1978–1982
- 2006 – Demo Non Stop

### Marc And The Mambas
- 1983 – Untitled
- 1984 – Torment And Toreros
- 1984 – Bite Black And Blues (mini LP)

### Marc Almond
- 1984 – Vermin In Ermine
- 1985 – Stories Of Johnny
- 1986 – Violent Silence (mini LP)
- 1986 – A Woman's Story (mini LP)
- 1987 – Flesh Volcano / Slut (mini LP z Foetus)
- 1987 – Mother Fist And Her Five Daughters
- 1988 – The Stars We Are
- 1989 – Jacques
- 1990 – Enchanted
- 1991 – Tenement Symphony
- 1993 – Absinthe: The French Album
- 1996 – Fantastic Star
- 1999 – Open All Night
- 2001 – Stranger Things
- 2003 – Heart On Snow
- 2007 – Stardom Road
- 2009 – Orpheus in Exile
- 2010 – Varieté
- 2011 – Feasting with Panthers
- 2014 – The Tyburn Tree
- 2014 – The Dancing Marquis
- 2014 – Ten Plagues - A Song Cycle
- 2015 – The Velvet Trail
- 2015 – Against Nature
- 2016 – Silver City Ride
- 2017 – Shadows and Reflections
- 2018 – A Lovely Life to Live
- 2020 – Chaos and a Dancing Star

#### Kompilace
- 1987 – Singles 1984–1987
- 1992 – A Virgin's Tale Volume I
- 1992 – A Virgin's Tale Volume II
- 1993 – Twelve Years Of Tears (Live At The Royal Albert Hall)
- 1995 – Treasure Box
- 1998 – Marc Almond & La Magia Live In Concert
- 2000 – Liverpool Philharmonic Hall
- 2001 – Live At The Union Chapel
- 2002 – Little Rough Rhinestones Volume I
- 2003 – The Willing Sinner
- 2003 – In Session Volume I
- 2003 – In Session Volume II
- 2006 – Little Rough Rhinestones Volume II
- 2017 – Hits & Pieces